# Teste de Lucas

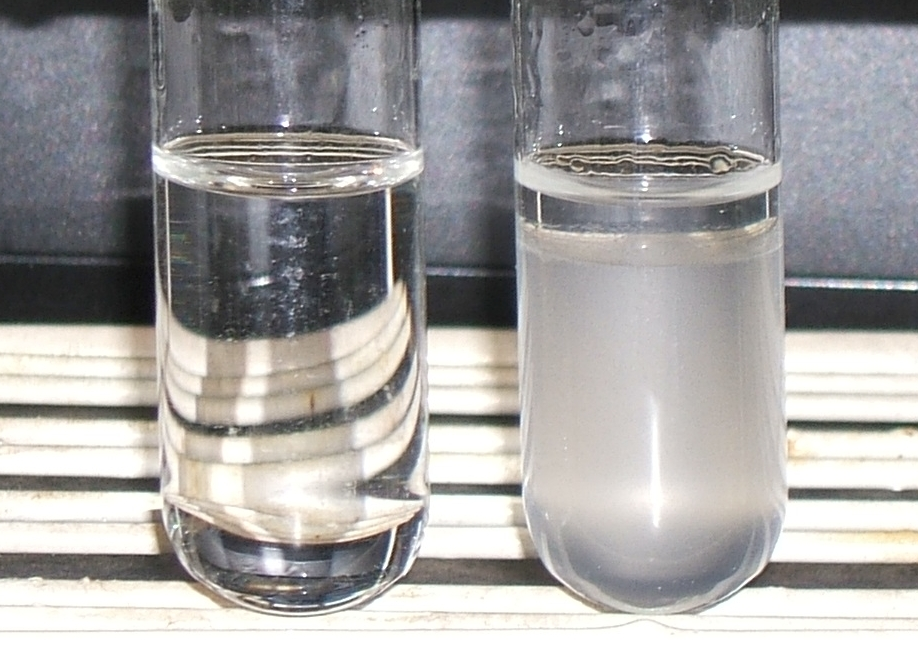
teste de Lucas: à esquerda o resultado negativo com etanol e à direita, resultado positivo com terc-butanol

O teste de Lucas é uma reação química utilizadas para diferenciar álcoois de baixo peso molecular terciários de secundários e primários pela reação com o reagentes de Lucas, uma solução de cloreto de zinco anidro em ácido clorídrico concentrado. A reação é uma substituição na qual o cloreto substitui um grupo hidroxila.
Um teste positivo é indicado por uma mudança de clara e incolor para turva, sinalizando a formação de um cloroalcano (cloreto de alquila). Além disso, os melhores resultados para este teste são observados em álcoois terciários, pois formam os respectivos halogenetos de alquila mais rapidamente, devido à maior estabilidade do carbocátion intermediário. O teste foi relatado em 1930 e tornou-se um método padrão em química orgânica qualitativa. Desde então, o teste se tornou um pouco obsoleto com a disponibilidade de vários métodos espectroscópicos e cromatográficos de análise. Foi nomeado após Howard Lucas (1885–1963).

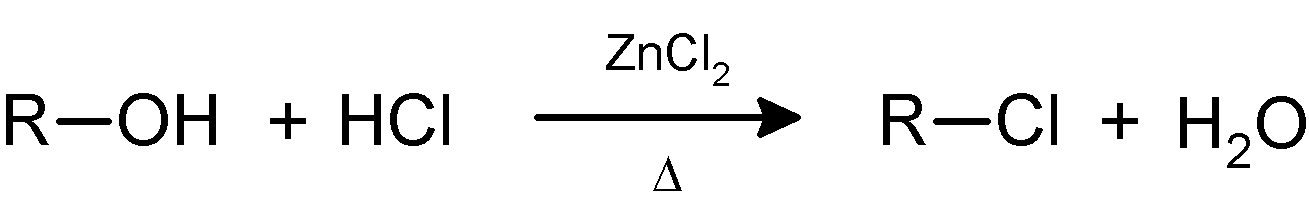
reação química do teste de Lucas